# 新北市政府消防局
新北市政府消防局，為中華民國新北市最高消防行政機關，負責新北市的消防救災事宜，及市內所有消防行政、人事、教育及訓練等事務，下轄7個救災救護大隊、1個特種搜救大隊。

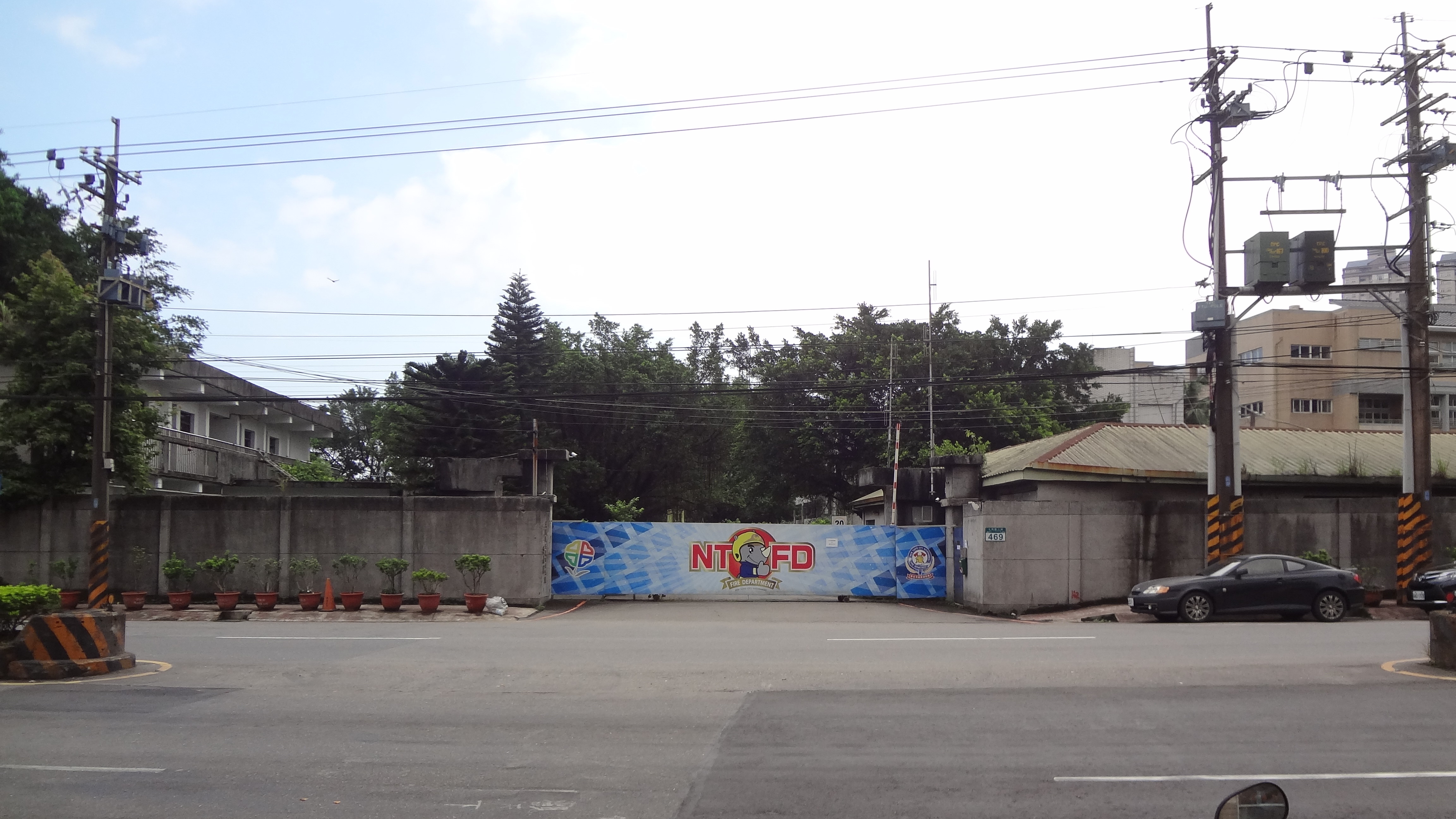
新北市政府消防局保長坑訓練中心

## 歷史沿革
1946年1月16日，臺北縣縣治成立「臺北縣警察局」，設海山區、汐止區、文山區、淡水區、新莊區及基隆區6個警察所；當時消防隊隸屬於警察局保安課。
1965年7月19日，臺灣省政府警務處成立消防科，各縣市消防隊始脫離警察局保安課，成為警察局之直屬單位。
1994年7月16日，行政院成立內政部消防署籌備處；1995年3月1日，「內政部消防署」正式成立。
1998年初，臺北縣政府成立臺北縣消防局籌備處，開始籌設各項成立事宜；1998年6月11日組織規程暨編制表經臺北縣議會第14屆第1次大會審議通過，1998年7月1日正式成立「臺北縣消防局」，編制員額計1,657人。2000年4月11日銜名修正為「臺北縣政府消防局」，組織架構設有6課（火災預防課、防災企劃課、災害搶救課、緊急救護課、火災調查課、教育訓練課）、4 室（行政室、人事室、會計室、政風室）、1 救災救護指揮中心、1保養場等，另在外勤設4個大隊及55個分隊。
其後歷經兩次組織規程暨編制修正，包括2005年12月14日首次修正增設2個救災救護大隊、2006年10月25日再次修正增設危險物品管理課，修編後之組織設7課、1中心、1場、4室、6個救災救護大隊及61個消防分隊，編制員額維持1,657人。
2007年5月23日，總統令修正公布《地方制度法》第4條及第7條，使臺北縣政府消防局得以「準用」直轄市政府消防局組織規模。修正本局組織規程暨編制表，並於2007年10月1日生效，再度修正編制，共設8科（火災預防科、災害管理科、災害搶救科、緊急救護科、教育訓練科、火災調查科、危險物品管理科、民力運用科）、5室（督察室、秘書室、會計室、人事室、政風室）、2中心（救災救護指揮中心、車輛保養中心）、9個救災救護大隊、1個特搜大隊、18個中隊及66個消防分隊，編制員額 3,500人。共計擴編1科（民力運用科）、1室（督察室）、3個救災救護大隊、1個特搜大隊、18個中隊、5個分隊，另局本部「課」改制為「科」，防災企劃課改為災害管理科，保養場改為車輛保養中心，行政室改為秘書室，編制員額增加 1,843 人，包括局本部設主任秘書、專門委員、簡任技正，科設股長、大隊設組長。
2010年12月25日，臺北縣升格改制為「新北市」，本局亦因而更名為「新北市政府消防局」，下設12個科（綜合企劃科、火災預防科、災害搶救科、緊急救護科、教育訓練科、火災調查科、危險物品管理科、民力運用科、減災規劃科、整備應變科、資通管考科、公共關係科）、5個室（督察室、秘書室、會計室、人事室、政風室）、2個中心（救災救護指揮中心、車輛保養中心）、9個救災救護大隊、1個特搜大隊、18個中隊及68個消防分隊，編制員額維持3,500人。與2007年準用直轄市之「臺北縣政府消防局」組織相較，計擴編局本部4個科，包括新增綜合企劃科、公共關係科，以及由原災害管理科改為設置減災規劃科、整備應變科、資通管考科，中隊以上外勤單位維持不變，編制員額亦維持不變。

## 歷任局長[2]
| 任次             | 姓名             | 時間                          | 備註                                                    | 弊案                                     |
| 臺北縣政府消防局 | 臺北縣政府消防局 | 臺北縣政府消防局              | 臺北縣政府消防局                                        | 臺北縣政府消防局                         |
| ---------------- | ---------------- | ----------------------------- | ------------------------------------------------------- | ---------------------------------------- |
| 1                | 顏振嘉           | 1998年7月1日－2006年10月7日   | 中央警官學校39期消防學系 原任內政部消防署災害預防組組長 | 2006年因韓姓隊員不當泳訓溺水事件引咎請辭 |
| 代理             | 簡萬瑤           | 2006年10月1日－2006年10月15日 | 副局長代理                                              |                                          |
| 2                | 黃德清           | 2006年10月16日－2007年9月30日 |                                                         |                                          |
| 代理             | 黃德清           | 2007年10月1日－2008年6月30日  | 改制準直轄市之消防局副局長兼代理局長                    |                                          |
| 3                | 黃德清           | 2008年7月1日－2010年3月19日   |                                                         |                                          |
| 代理             | 黃德清           | 2010年3月20日－2010年12月24日 | 臺北縣政府參事兼代理消防局局長                          |                                          |
| 任次             | 姓名             | 時間                          | 備註                                                    | 弊案                                     |
| 新北市政府消防局 |                  |                               |                                                         |                                          |
| 1                | 黃德清           | 2010年12月25日－2023年2月26日 | 中央警官學校52期消防學系                                | 2023年2月26日因婚外情爆發而辭職          |
| 2                | 李清安           | 2023年2月26日－2024年6月23日  | 中央警官學校48期消防學系                                |                                          |
| 3                | 李清安           | 2024年6月24日－2024年7月31日  | 新北市政府參事兼代理消防局局長                          |                                          |
| 4                | 陳崇岳           | 2024年8月1日－現今            | 中央警官學校50期消防學系                                |                                          |

## 組織架構
新北市政府消防局
- 局長
  - 副局長
    - 主任秘書
      - 專門委員
      - 簡任技正

### 內部單位
- 第一救災救護大隊
  - 板橋中隊
  - 海山中隊
  - 莒光分隊
  - 新板分隊
  - 板橋分隊
  - 大觀分隊
  - 海山分隊
  - 民生分隊
  - 溪崑分隊
- 第二救災救護大隊
  - 五工分隊
  - 裕民分隊
  - 五股分隊
  - 更寮分隊
  - 林口分隊
  - 文化分隊
  - 福營分隊
  - 新莊分隊
  - 中港分隊
  - 頭前分隊
  - 泰山分隊
- 第三救災救護大隊
  - 三重分隊
  - 光興分隊
  - 重陽分隊
  - 二重分隊
  - 蘆洲分隊
  - 鷺江分隊
  - 八里分隊
  - 龍源分隊
  - 淡水分隊
  - 滬尾分隊
  - 竹圍分隊
  - 三芝分隊
- 第四救災救護大隊
  - 深坑分隊
  - 新店中隊
  - 新店分隊
  - 直潭分隊
  - 安康分隊
  - 安和分隊
  - 石碇分隊
  - 坪林分隊
  - 雪山分隊
  - 烏來分隊
- 第五救災救護大隊
  - 三峽分隊
  - 隆恩分隊
  - 土城分隊
  - 清水分隊
  - 頂埔分隊
  - 樹林分隊
  - 樹潭分隊
  - 柑園分隊
  - 鶯歌分隊
  - 鳳鳴分隊
- 第六救災救護大隊
  - 汐止分隊
  - 瑞芳中隊
  - 社分隊
  - 長青分隊
  - 橫科分隊
  - 瑞芳分隊
  - 瑞亭分隊
  - 九份分隊
  - 金山分隊
  - 石門分隊
  - 萬里分隊
  - 雙溪分隊
  - 貢寮分隊
  - 平溪分隊
  - 保長分隊
- 第七救災救護大隊
  - 永和分隊
  - 永利分隊
  - 永平分隊
  - 中和分隊
  - 員山分隊
  - 南勢分隊
  - 國光分隊
- 特種搜救大隊
  - 特種搜救分隊
  - 南雅分隊
  - 德音分隊
  - 慈福分隊
  - 秀峰分隊
  - 大埔分隊
- 救災救護指揮中心
- 車輛保養中心
- 火災預防科
- 災害搶救科
- 緊急救護科
- 教育訓練科
- 火災調查科
- 危險物品管理科
- 民力運用科
- 整備應變科
- 消防宣導科
- 資通管考科
- 減災規劃科
- 秘書室
- 人事室
- 會計室
- 政風室
- 督察室

## 消防據點[5]

### 第一救災救護大隊
| 消防單位 | 地址                              | 電話        | 傳真        |
| -------- | --------------------------------- | ----------- | ----------- |
| 大隊部   | 新北市板橋區莒光路161號3樓        | 02-22528119 | 02-82528119 |
| 板橋中隊 | 新北市板橋區重慶路293號3樓        | 02-29554614 | 02-22588263 |
| 海山中隊 | 新北市板橋區莒光路161號4樓        | 02-22596285 | 02-22510499 |
| 莒光     | 新北市板橋區莒光路161號1樓        | 02-22515614 | 02-22588263 |
| 新板     | 新北市板橋區民族路57號            | 02-29557119 | 02-89647119 |
| 板橋     | 新北市板橋區重慶路293號           | 02-29554614 | 02-29578863 |
| 大觀     | 新北市板橋區大觀路一段38巷臨1-3號 | 02-29666144 | 02-22724843 |
| 海山     | 新北市板橋區英士路151號           | 02-22596285 | 02-22510499 |
| 民生     | 新北市板橋區民生路二段臨56-2號    | 02-29563260 | 02-29579328 |
| 溪崑     | 新北市板橋區篤行路二段135號       | 02-26878815 | 02-26878813 |

### 第二救災救護大隊
| 消防單位   | 地址                             | 電話        | 傳真        |
| ---------- | -------------------------------- | ----------- | ----------- |
| 大隊部     | 新北市新莊區中正路170號5樓       | 02-29985958 | 02-89917950 |
| 新莊中隊   | 新北市新莊區中原路512號4樓       | 02-85217645 | 02-85211119 |
| 五泰林中隊 | 新北市泰山區明志路二段188號3樓   | 02-85317302 | 02-22967510 |
| 德音中隊   | 新北市新莊區五工路97巷5號3樓     | 02-89903673 | 02-89903683 |
| 五工       | 新北市新莊區五工路97巷5號        | 02-89903673 | 02-89903683 |
| 裕民       | 新北市新莊區裕民街136號          | 02-29022119 | 02-29042119 |
| 福營       | 新北市新莊區福營路279號          | 02-29032119 | 02-29060119 |
| 新莊       | 新北市新莊區中正路170號1樓       | 02-29924050 | 02-29940524 |
| 中港       | 新北市新莊區中原路512號          | 02-85216119 | 02-85211119 |
| 頭前       | 新北市新莊區幸福東路7號          | 02-29922259 | 02-29926070 |
| 五股       | 新北市五股區工商路1號            | 02-22921119 | 02-22938624 |
| 更寮       | 新北市五股區中興路二段83巷26-6號 | 02-29884119 | 02-29816923 |
| 泰山       | 新北市泰山區明志路二段188號      | 02-22962640 | 02-22967510 |
| 林口       | 新北市林口區中山路137號          | 02-26011166 | 02-26035734 |
| 文化       | 新北市林口區文化三路一段302號    | 02-26089803 | 02-26089805 |

### 第三救災救護大隊
| 消防單位 | 地址                              | 電話        | 傳真        |
| -------- | --------------------------------- | ----------- | ----------- |
| 大隊部   | 新北市蘆洲區長榮路792號5樓        | 02-82859119 | 02-82857334 |
| 三重中隊 | 新北市三重區光興街47號            | 02-29951119 | 02-29958119 |
| 蘆洲中隊 | 新北市蘆洲區中山一路415號5樓      | 02-82852132 | N/A         |
| 淡水中隊 | 新北市淡水區中正東路一段125號     | 02-26259037 | 02-26259341 |
| 三重     | 新北市三重區文化南路44號          | 02-29750105 | 02-29781570 |
| 鷺江     | 新北市蘆洲區長榮路792號           | 02-22858100 | 02-22852701 |
| 蘆洲     | 新北市蘆洲區中山一路415號         | 02-22821119 | 02-22832731 |
| 重陽     | 新北市三重區重陽路一段123號       | 02-29889009 | 02-29873964 |
| 二重     | 新北市三重區中興北街225號         | 02-29959720 | 02-22784646 |
| 八里     | 新北市八里區中山路二段76號        | 02-26102718 | 02-26194215 |
| 龍源     | 新北市八里區龍源里龍米路一段225號 | 02-26181730 | 02-26184727 |
| 淡水     | 新北市淡水區新生街29號            | 02-26210140 | 02-26299694 |
| 竹圍     | 新北市淡水區中正東路一段125號     | 02-26212140 | 02-26298439 |
| 三芝     | 新北市三芝區埔頭里中山路一段10號  | 02-26362457 | 02-26363474 |
| 滬尾     | 新北市淡水區中正路207號           | 02-26263961 | 02-26260548 |

### 第四救災救護大隊
| 消防單位 | 地址                         | 電話        | 傳真        |
| -------- | ---------------------------- | ----------- | ----------- |
| 大隊部   | 新北市新店區北新路1段98號5樓 | 02-29110163 | 02-29110285 |
| 新店中隊 | 新北市深坑區文山路1段35號4樓 | 02-26644220 | 02-26647486 |
| 深坑     | 新北市深坑區文山路1段35號1樓 | 02-26621115 | 02-26643568 |
| 新店     | 新北市新店區北新路1段98號    | 02-29117947 | 02-29143925 |
| 直潭     | 新北市新店區直潭十街25號     | 02-26660170 | 02-26660272 |
| 安康     | 新北市新店區安康路三段2號2樓 | 02-22141860 | 02-22142095 |
| 安和     | 新北市新店區安和路3段3號     | 02-29486936 | 02-29486943 |
| 石碇     | 新北市石碇區碇坪路一段81號   | 02-26632234 | 02-26632315 |
| 坪林     | 新北市坪林區坪林里國中路1號  | 02-26656119 | 02-26657692 |
| 雪山     | 新北市坪林區坪雙路1段56號    | 02-26658330 | 02-26558263 |
| 烏來     | 新北市烏來區烏來里環山路51號 | 02-26616187 | 02-26617243 |

### 第五救災救護大隊
| 消防單位 | 地址                         | 電話        | 傳真        |
| -------- | ---------------------------- | ----------- | ----------- |
| 大隊部   | 新北市三峽區隆恩街249號4樓   | 02-86713380 | 02-86713830 |
| 樹林中隊 | 新北市樹林區環漢路5段50號4樓 | 02-86859790 | 02-86869747 |
| 土城中隊 | 新北市土城區金城路1段90號3樓 | 02-22602524 | 02-22646937 |
| 三峽     | 新北市三峽區中正路1段46號    | 02-26711119 | 02-26737119 |
| 隆恩     | 新北市三峽區隆恩街247號      | 02-26747927 | 02-26747958 |
| 土城     | 新北市土城區金城路一段90號   | 02-22602524 | 02-22742246 |
| 清水     | 新北市土城區青雲路113號      | 02-22615281 | 02-22742034 |
| 頂埔     | 新北市土城區中山路49號       | 02-22681574 | 02-22691268 |
| 樹林     | 新北市樹林區環漢路五段50號   | 02-26814252 | 02-26814119 |
| 樹潭     | 新北市樹林區樹潭街1-1號      | 02-26822119 | 02-26844817 |
| 柑園     | 新北市樹林區柑園街一段60號   | 02-26802134 | 02-26802051 |
| 鶯歌     | 新北市鶯歌區建國路420號      | 02-26792082 | 02-26708545 |

### 第六救災救護大隊
| 消防單位 | 地址                         | 電話        | 傳真        |
| -------- | ---------------------------- | ----------- | ----------- |
| 大隊部   | 新北市汐止區福德一路236號    | 02-26947119 | 02-26933004 |
| 瑞芳中隊 | 新北市瑞芳區中正路30號2樓    | 02-24971600 | 02-24968852 |
| 金山中隊 | 新北市金山區南勢54號         | 02-24982519 | 02-24986465 |
| 社       | 新北市汐止區福德一路236號    | 02-86931911 | 02-86931995 |
| 汐止     | 新北市汐止區大同路二段447號  | 02-26413249 | 02-26438619 |
| 長青     | 新北市汐止區永春一路4號      | 02-26451334 | 02-26451464 |
| 橫科     | 新北市汐止區橫科路119號      | 02-26600623 | 02-26600468 |
| 瑞芳     | 新北市瑞芳區中正路30號       | 02-24971600 | 02-24968852 |
| 瑞亭     | 新北市瑞芳區大埔路176號      | 02-24578174 | 02-24573964 |
| 九份     | 新北市瑞芳區崙頂路1-5號      | 02-24061500 | 02-24061156 |
| 金山     | 新北市金山區南勢54號         | 02-24982519 | 02-24986465 |
| 石門     | 新北市石門區中山路64-1號     | 02-26381619 | 02-26380162 |
| 萬里     | 新北市萬里區瑪鋉路223號      | 02-24922739 | 02-24925554 |
| 雙溪     | 新北市雙溪區共和里中山路45號 | 02-24931314 | 02-24934796 |
| 貢寮     | 新北市貢寮區貢寮里朝陽街66號 | 02-24941314 | 02-24941995 |
| 平溪     | 新北市平溪區靜安路二段289號  | 02-24951119 | 02-24951523 |
| 保長     | 新北市汐止區大同路三段469號  | 02-86485736 | 02-86485758 |

### 第七救災救護大隊
| 消防單位 | 地址                                | 電話        | 傳真        |
| -------- | ----------------------------------- | ----------- | ----------- |
| 大隊部   | 新北市中和區中山路二段64巷11號4樓   | 02-22311575 | 02-22328799 |
| 永和中隊 | 新北市永和區永利路72-1號4樓         | 02-29280206 | 02-29254214 |
| 永和     | 新北市永和區警光街1之1號            | 02-29214784 | 02-29241187 |
| 永利     | 新北市永和區永利路72號之1           | 02-29280206 | 02-32338154 |
| 永平     | 新北市永和區環河西路二段177之1號1樓 | 02-32335119 | 02-32339119 |
| 中和     | 新北市中和區中山路二段64巷11號1樓   | 02-22491819 | 02-22464442 |
| 員山     | 新北市中和區中正路1163號            | 02-22259418 | 02-32342058 |
| 南勢     | 新北市中和區南山路236號             | 02-29440056 | 02-29447080 |
| 國光     | 新北市中和區莒光路160之1號          | 02-89513511 | 02-89513514 |

### 特種搜救大隊
| 消防單位 | 地址                         | 電話        | 傳真        |
| -------- | ---------------------------- | ----------- | ----------- |
| 大隊部   | 新北市板橋區南雅南路二段15號 | 02-89513513 | 02-22513517 |
| 南雅     | 新北市板橋區南雅南路二段15號 | 02-89513518 | 02-29646386 |
| 慈福     | 新北市三重區溪尾街301號      | 02-28575564 | 02-28572224 |
| 德音     | 新北市五股區明德路8號        | 02-22912363 | 02-22912428 |
| 秀峰     | 新北市汐止區忠孝東路1-1號    | 02-26412052 | 02-26412039 |
| 大埔     | 新北市三峽區中正路2段492號   | 02-26732936 | 02-26741936 |

### 其他單位
| 消防單位     | 地址                       | 電話        | 傳真        |
| ------------ | -------------------------- | ----------- | ----------- |
| 車輛保養中心 | 新北市三峽區隆恩街249號2樓 | 02-86719597 | 02-86719596 |

## 相關爭議事件
- 2010年12月24日發生於臺灣臺北縣新店市（現今的新北市新店區[6]）的爭議事件，駕駛人蕭明禮所駕MCC SMART紅色小客車刻意阻擋新店消防分隊護送的病危余姓老婦，蕭姓駕駛將手臂伸出車窗外比出中指示威[7]，但臺北地檢署最終於2011年3月28日將蕭明禮以緩起訴方式不起訴。此事件最初在知名BBS站台批踢踢曝光後，再由媒體報導成為新聞。蕭明禮的態度亦引起輿論撻伐及討論，其後蕭明禮被封作「中指蕭」。

- 2015年2月4日上午10時55分，該班機原定從臺北松山機場飛往金門尚義機場，在起飛後不久即墜毀於基隆河，造成多人傷亡。此事件為中華民國（臺灣）民航史上首次飛機墜毀於河川的意外。正當新北市、台北市、交通部及各界義警消忙於救災時，卻有匿名人士在ptt上發布文章，標題指稱「新北市都不是人......」[8]消息曝光令新北市政府及新北市政府消防局成為眾矢之的。經過新北市消防局災害搶救科科長陳國忠查證，發文者並非編制內的正式消防局人員，而只是一位民間救難隊員；發文者於2月8日當天來支援，且並未向指揮所報到，可能因此不清楚調度而有所誤會，其所屬民間救難隊也打電話致歉並刪文，風波才告平息。[9]

## 外部連結
- 新北市政府消防局 （页面存档备份，存于）（繁體中文）（英文）
- 新北消防發爾麵的Facebook專頁